# La gran aventura africana, exploradores y colonizadores
La gran aventura africana, exploradores y colonizadores (título original en francés: L'Afrique des explorateurs. Vers les sources du Nil, tdl. ‘África de los exploradores. Hacia las fuentes del Nilo’) es una monografía ilustrada sobre la historia de las exploraciones europeas de África.

## Datos de la obra
La obra es el 20.º volumen de la colección «Biblioteca de bolsillo CLAVES», fue escrita por la africanista e historiadora francesa Anne Hugon y publicada por la editorial barcelonesa Ediciones B en 1999. 
La edición original en francés fue publicada por la editorial parisina Éditions Gallimard en 1991, como el 117.º volumen de su colección enciclopédica «Découvertes Gallimard». 
El libro fue adaptado a un documental en 2003, bajo el título Le Mystère des sources du Nil.
Una secuela, titulada Vers Tombouctou. L'Afrique des explorateurs II, fue publicada en 1994 en el número 216 de Découvertes. Juntos forman una «miniserie» —L'Afrique des explorateurs— dentro de la colección.

## Resumen
La autora examina en esta obra el mundo de los exploradores —Burton, Speke, Grant, Baker, Stanley, Livingstone, pero también Brazza y Marchand— trata de su equipo, los hombres que los acompañaron, la logística del viaje y dónde fueron y por qué. 
El énfasis principal, como sugiere el título, está en las exploraciones del Nilo y el Congo y en los viajes de Livingstone; así que no tiene nada sobre África Occidental, aunque Mary Kingsley hace acto de presencia. Sin embargo, en la secuela Vers Tombouctou. L'Afrique des explorateurs II, África Occidental es el punto focal.
El libro se divide en seis grandes capítulos, a su vez divididos en otros menores:
1. Un mundo por descubrir
2. El misterio de las fuentes del Nilo
3. La misión de Livingstone en África austral
4. En el corazón de la gran selva
5. El oficio de explorador
6. Testimonios y documentos

El comienzo de la obra ilustra a la perfección la ideas de la autora al escribirlo «En 1800, el África interior es una terra incognita. Un siglo más tarde, el continente se encuentra bajo el dominio de las grandes potencias coloniales. Mientras, los exploradores han recorrido las regiones centrales, localizado ríos y montañas, catalogado la fauna y la flora, entablado relaciones con los africanos... y dado un nuevo aliento al imperialismo de una Europa conquistadora.»

## Recepción
El sitio web Babelio otorga al libro una calificación promedio de 4.33 sobre 5, basada en 6 calificaciones. En el sitio web Goodreads, la edición estadounidense obtiene un promedio de 3.54/5 basado en 13 calificaciones; la edición británica un promedio de 3.60/5 basado en 5 calificaciones, lo que indica «opiniones generalmente positivas».

## Críticas
En su reseña para Africa, la revista del Instituto Africano Internacional, el profesor Murray Last escribió: «A pesar del pequeño formato, el libro se distingue por la gran cantidad de ilustraciones en color tomadas de revistas del siglo XIX y otras fuentes, la calidad del color es notable. [...] Encontré el texto mucho más interesante que la mayoría; no está sobreimpresionado por los viajeros ni desacredita toda la empresa exploratoria, que, con su interés por los mapas, la ciencia y la topografía, contrasta con el comercio y los comerciantes. Es una lástima, tal vez, que el contraste no se haga más; también es una lástima que no se haga una comparación con la práctica preexistente de caravanas de comerciantes árabes. Pero en un formato tan pequeño y compacto, el texto compite con la ilustración. En su forma actual, este pequeño volumen es una introducción intrigante y poco convencional a un episodio importante de la historia cultural europea y africana.»

## Adaptación
En 2003, en coproducción con La Sept-Arte y La Compagnie des taxi-brousse, en colaboración con Éditions Gallimard, realiza la adaptación documental de L'Afrique des explorateurs. Vers les sources du Nil bajo el título Le Mystère des sources du Nil, dirigida por Stéphane Bégoin, con narración en off por Séverine Lathuillière, Jacques-Henri Fabre, Vincent Grass, José Luccioni y Serge Marquant, y transmitido por Arte en el programa de televisión L'Aventure humaine. Posteriormente ha sido doblado al alemán bajo el título Das Geheimnis der Nilquellen, y al inglés, con el título In Search of the Nile.